# Monções
Monções is een gemeente in de Braziliaanse deelstaat São Paulo. De gemeente telt 2.129 inwoners (schatting 2009).

## Aangrenzende gemeenten
De gemeente grenst aan Gastão Vidigal, Macaubal, Nhandeara en Turiúba.